# جون قسطنطين
جون قسطنطين (بالإنجليزية: John Konstantinos)‏ هو مدير فني أمريكي، ولد في 13 أغسطس 1936 في يوركفيل في الولايات المتحدة، وتوفي في 14 مارس 2013 في Copley Township, Ohio ‏ في الولايات المتحدة.